# Kurt Eberhard
Kurt Eberhard (12. září 1874, Rottweil – 8. září 1947, Stuttgart) byl důstojníkem nacistického Německa. Dosáhl hodnosti brigadeführera Schutzstaffel (SS) a v německé armádě. Během druhé světové války byl Eberhard pověřen velením nad okupovaným městem Kyjev na Ukrajině. Podílel se na plánování a dohledu nad masakry v Babím Jaru, během nichž bylo německými jednotkami Einsatzgruppen zavražděno přes 33 771 kyjevských Židů.
Po skončení druhé světové války, v listopadu 1945, byl zajat americkými úřady a držen v zajetí ve Stuttgartu). V americkém vězení tamtéž spáchal 8. září 1947 sebevraždu.